# فرودگاه روت
فرودگاه روت (به انگلیسی: Ruth Airport) یک فرودگاه همگانی است که یک باند فرود آسفالت دارد و طول باند آن ۱۰۶۷ متر است. این فرودگاه در کشور ایالات متحده آمریکا قرار دارد و در ارتفاع ۸۴۷٫۶ متری از سطح دریا واقع شده است.